# 간다정
간다정(일본어: 苅田町 간다마치[*])은 일본 후쿠오카현 미야코군의 정이다.
스오나다와 접한 매립지에 많은 공장이 입지하는 임해 공업도시이며 기타큐슈 도시권에 속하고 인접하는 기타큐슈시, 유쿠하시시와 일상 생활권이 하나이다. 기타큐슈시의 10% 통근권이지만 기타큐슈시, 유쿠하시시 등에서 이곳으로 통근하는 사람도 많아 주야인구비는 113.3%(2000년 기준)에 이른다.
닛산 자동차 규슈 공장 등 많은 공장이 입지하기 때문에 재정력이 매우 탄탄하고 자동차·시멘트·전력 등을 중심으로 임해 공업도시로 발달하고 있으며 인구 규모에 비해 공업의 집적이 두텁다. 1인당 제조품 출하액은 전국 3위이다. 히가시큐슈 자동차도 간다키타큐슈 공항 인터체인지, 국제무역항 간다항, 기타큐슈 공항이 있어 일본에서 전국적으로 유례가 없는 육해공의 복합적인 물류 인프라가 정비된 마을이다. 최근에는 자동차 산업의 집적이 현저하고 1975년에 닛산 자동차 간다 공장, 2005년에는 토요타 자동차 규슈 간다 공장이 조업을 개시해 미야와카시 및 오이타현 나카쓰시와 함께 규슈 북부의 자동차 산업을 담당하는 지역으로 발전하고 있다.
기타큐슈 공업지대의 중추로서 기타큐슈 도시권의 견인차 역할을 담당하고 있다.

## 지리
정의 중심에서 약간 동쪽의 지역을 히가시큐슈의 대동맥인 JR 닛포 본선과 국도 10호선이 남북으로 가로지르고 그 주위에 중심 시가지가 펼쳐져 있다. 동쪽은 스오나다와 접하고 간다항, 기타큐슈 공항과 광대한 임해 공업지대가 펼쳐져 있다. 서쪽은 카르스트 대지로 알려진 히라오다이로 이어지고 석회동굴과 귀중한 풀꽃이 피는 히로타니 습원 등의 귀중한 자연이 남아 있으며 그 지하에는 석회석, 규석, 화강암 등의 자원이 있다. 유쿠하시시와 인접하는 남서부는 신록이 풍부한 전원 지대이다.

### 인접한 자치체
- 기타큐슈시(고쿠라미나미구, 모지구)
- 유쿠하시시

## 역사
- 1889년 4월 1일 - 정촌제 시행으로 미야코군 간다촌·오바세촌·시라카와촌이 성립하였다.
- 1924년 8월 1일 - 간다촌이 정으로 승격해 간다정이 되었다.
- 1955년 1월 1일 - 간다정·오바세촌·시라카와촌이 대등 합병해 새로운 간다정이 성립하였다.

## 교통

### 공항
- 기타큐슈 공항

### 철도
- 규슈 여객철도 닛포 본선

### 도로
- 히가시큐슈 자동차도
- 국도 10호선
- 국도 201호선